# Benoît Denoyelle
Pour les articles homonymes, voir Denoyelle.
Pas d'image ? Cliquez ici

a Compétitions nationales et continentales officielles uniquement.

Dernière mise à jour le 26 juillet 2017.
Benoît Denoyelle, né le 2 décembre 1985 à Dunkerque (France), est un joueur français de rugby à XV, qui évolue au poste de talonneur.

## Carrière de joueur

### En club
Il a fait ses débuts dans le club de Saint-Pol-sur-Mer.
- 2006-2009 : Biarritz olympique
- 2009-2010 : Marseille
- 2010-2011 : CA Saint Etienne (Pro D2).
- 2011-2017 : RC Massy (Fédérale 1 puis Pro D2)

Benoît Denoyelle a joué trois matchs de Top 14 en 2006-08 pour seulement 42 minutes de jeu. C'est un jeune joueur et la concurrence est rude à ce poste. Les blessures ou le repos de Benoît August et Benjamin Noirot, et sa forme, lui valent d'être titulaire pour le premier match de championnat 2008-2009.
Il a évolué en 2006-2008 avec les espoirs de Biarritz.